# Kanton Plaisir
Kanton Plaisir is een kanton van het Franse departement Yvelines. Het kanton omvat tegenwoordig vier gemeenten, waarvan er drie in arrondissement Versailles liggen en een in arrondissement Rambouillet.
Het kanton Plaisir omvatte tot 2014 de volgende drie gemeenten:
1. Plaisir kantoor kieskring
2. Les Clayes-sous-Bois
3. Thiverval-Grignon

Deze drie liggen in arrondissement Versailles. Door de herindeling van de kantons bij decreet van 21 februari 2014, met uitwerking op 22 maart 2015, werd het kanton uitgebreid met de gemeente:
- Beynes

Beynes ligt in arrondissement Rambouillet en hoorde tot 2014 tot kanton Montfort-l'Amaury.
Het kanton heeft een oppervlakte van 54.52 km² en telt 57.254 inwoners in 2018, dat is een dichtheid van 1050 inwoners/km².